# Christer Majbäck
Christer Majbäck (n. 30 ianuarie 1964, Jukkasjärvi⁠(d), Comitatul Norrbotten, Suedia) este un schior de fond ce a reprezentat Suedia, medaliat olimpic. A participat la o ediție a Jocurilor Olimpice (1992) în care a câștigat o medalie de bronz.